# Кутайсов, Павел Иванович
Граф Павел Иванович Кутайсов (1780 или 1782 — 1840) — русский придворный (камергер, гофмейстер, егермейстер), председатель Общества поощрения художников, член Государственного совета (1837). Продолжатель графского рода Кутайсовых, начало которому положил его отец Иван Павлович.

## Биография
Родился 25 ноября (6 декабря) 1780 года или 15 (26) ноября 1782 года.
В 7 лет был зачислен в конную гвардию, 10-ти лет числился уже вахмистром, в 1795 г. — капитаном армии, а 1 января 1796 г. назначен обер-провиантмейстером. Вместе с тем далеко уступал в способностях и успехах младшему брату Александру и пристрастия к военной службе не имел.
По просьбе отца А. С. Шишков взял юного Кутайсова с собой в Дрезден и Карлсбад, но этот короткий гран-тур, судя по отзывам в мемуарах самого Шишкова, не принёс молодому человеку большой пользы. Нелестно отзывались о Павле Ивановиче и другие современники (например, А. Я. Булгаков в письмах к брату).
Во второй половине царствования Павла I, когда Кутайсов-отец свёл государя с Анной Гагариной, а сына женил на сестре этой новой фаворитки, тот разделял изливаемые на отца милости: в январе 1800 сделан камергером, 19 мая — статс-секретарём, 8 ноября — почётным командором Мальтийского ордена.
Сразу по воцарении Александра I переведён в коллегию иностранных дел, где и прослужил несколько лет, пока в 1809 не был переведён исполнять обязанность обер-прокурора в один из московских департаментов Сената.
Во время нашествия французов руководил эвакуацией Московского Сената в Казань, получив «за усердие и заботы» от императора золотую табакерку.
В 1815 году Кутайсов был назначен обер-прокурором общего собрания московских департаментов, через год произведён в тайные советники и в январе 1817 — в сенаторы. Перебравшись в Петербург, состоял членом различных комиссий, в том числе о построении Исаакиевского собора и главной дирекции императорских театров.
В 1826 году был назначен в Верховный уголовный суд по делу декабристов, а через три года ездил с ревизией в Закавказский край. В 1832 году был переименован из егермейстеров в гофмейстеры и назначен вице-президентом Гоф-интендантской конторы.
Спустя два года был произведён в обер-гофмейстеры и назначен президентом Гоф-интендантской конторы, но последнего звания лишился вскоре после пожара в Зимнем дворце (1838). В 1837 году был назначен членом Государственного Совета и «первоприсутствующим в соединённых собраниях 4, 5 и 6 департаментов Сената». В 1835 году вместе с художником Михаилом Скотти посетил Италию. Помимо Скотти, покровительствовал и другим молодым дарованиям, например, братьям Чернецовым, в распоряжение которых предоставил мастерскую.
Скончался 9 (21) марта 1840 года в своем тамбовском имении, куда он поехал, взяв годичный отпуск, для устройства своих дел. По словам барона М. А. Корфа, в смерти Кутайсова важной потери не было ни в каком отношении: 

У него бывали  небольшие обеды и довольно большие рауты. Он был женат, но в городе общая молва приписывала ему, не без основания, женоподобные вкусы: по крайней мере, наружная его жеманность, чопорство и какое-то кокетство прямо вели к этому заключению. Напротив, дочь его (в замужестве за грузинским царевичем Окропиром), еще в девицах имела все манеры и ухватки мужчины, так что в городе часто называли его мадемуазель Кутайсов, а её монсеньор Кутайсов. 

## Семья

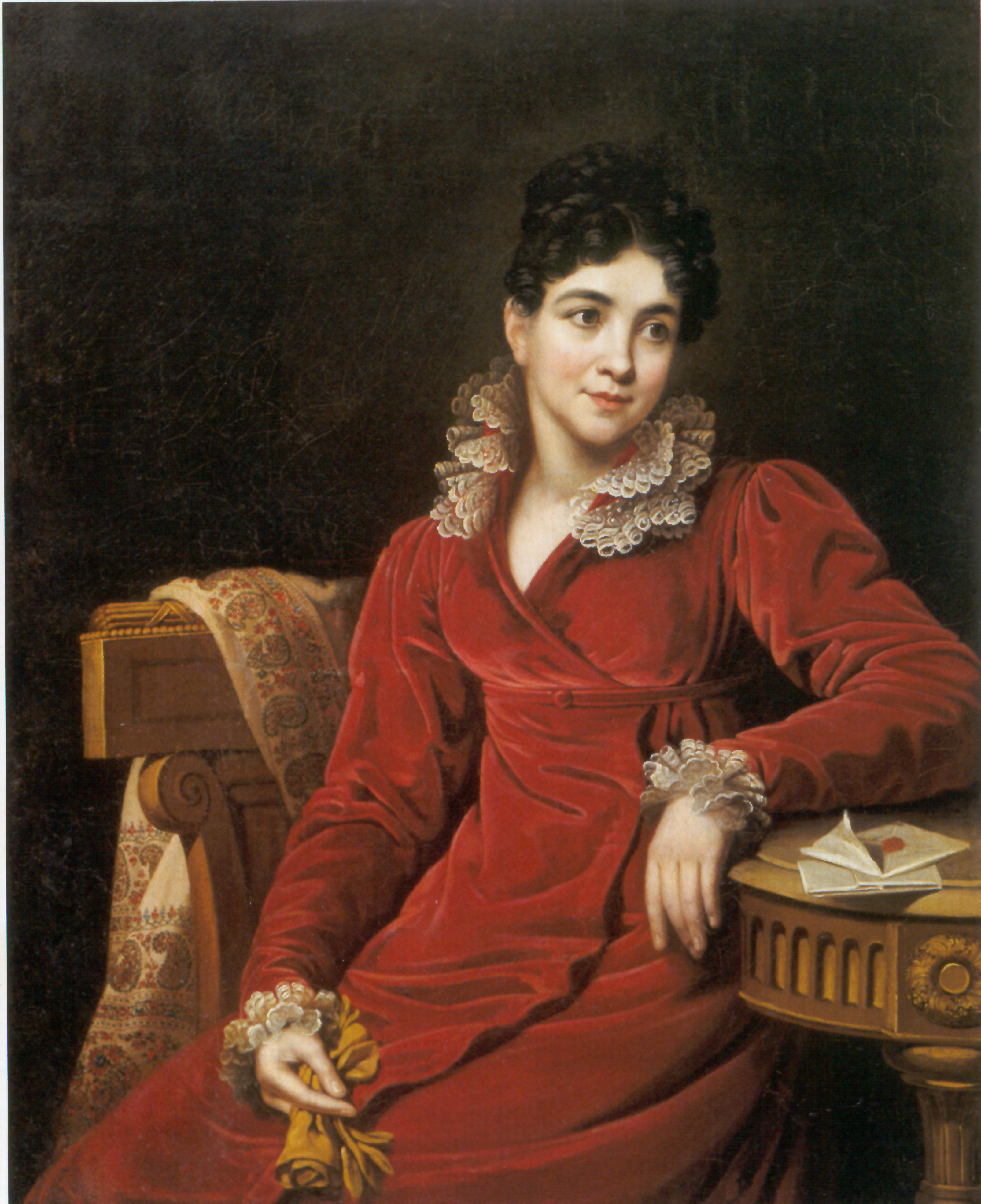
Прасковья Петровна на портрете Я. Ромбауэра

Жена (с 28 мая 1800 года) — княжна Прасковья Петровна Лопухина (1782? — 25.04.1870), фрейлина двора, дочь св. князя П. В. Лопухина и сестра Анны Лопухиной, фаворитки Павла I. Свадьба была сыграна при дворе, позднее графиня Кутайсова была пожалована в кавалерственные дамы ордена св. Екатерины (малого креста) (05.12.1836). Вместе с мужем была знакома с Пушкиным. С конца 1830-х годов почти постоянно жила за границей и, по отзыву современника, была «больная и странная женщина». Пережив мужа на 30 лет, она несмотря на огромное состояние просила и получала из казны вдовью пенсию. Умерла в Петербурге от паралича легких, похоронена на Тихвинском кладбище. Дети:
- Анна (20.03.1801[6]—1868), крещена 21 марта 1801 года в церкви Спаса Нерукотворного Образа, что при Главном Императорском конюшенном дворе при восприемстве деда князя П. В. Лопухина и бабушки графини А. П. Кутайсовой; жена грузинского царевича Окропира (сына Георгия XII; 1795—1857), который был душой заговора 1832 года.
- Александра (02.05.1802[7]—06.02.1881), крещена 3 мая 1802 года в церкви Спаса Нерукотворного Образа, что при Главном Императорском конюшенном дворе при восприемстве деда князя П. В. Лопухина и бабушки графини А. П. Кутайсовой; с 1824 года жена князя Алексея Алексеевича Голицына (1800—1876). По словам А. Булгакова, была «девушка очень милая, умная, с прекрасными черными глазами». Скончалась от болезни желудка в Брюссели, похоронена там же.
- Иван (15.06.1803[8]—1868[источник не указан 1087 дней]), крещен 17 июня 1803 года в церкви Спаса Нерукотворного Образа, что при Главном Императорском конюшенном дворе при восприемстве графа А. И. Кутайсова и тетки княгини А. П. Гагариной; заводчик; женат на Елизавете Дмитриевне Шепелевой (1812—1839), дочери генерала Д. Д. Шепелева, наследнице одного из братьев Баташевых.
- Ипполит (1806—1851), женат (с 28 января 1835 года)[9] на одной из известных в свете красавиц-сестёр Урусовых — княжне Наталии Александровне (1814—1882); у них сын Павел.
- Екатерина (14.11.1807[10]— ?), родилась в Москве, крещена 24 ноября 1807 года в церкви Сошествия Святого Духа у Пречистенских Ворот при восприемстве Д. И. Баташёва и графини А. П. Кутайсовой.
- Елизавета (ум. 1813)